# Ивэйн, или Рыцарь со львом
«Иве́н, или Ры́царь со львом» (фр. Yvain, le Chevalier au Lion) — рыцарский роман Кретьена де Труа.
«Ивен» ощутимо противостоит куртуазной концепции любовного чувства.
В «Рыцаре со львом» мы можем выделить завязку (рассказ Калогренанта) и следующий за ней первый подвиг героя, заканчивающийся завоеванием любви Лодины. После убийства Ивейном её мужа Эскладоса Рыжего она мечтает о мести. Но рассказы о юном рыцаре её наперсницы Люнеты сначала делают её задумчивой, затем заставляют расспрашивать о нём с все большим интересом. Так из ненависти рождается любовь. Это опять как бы маленький роман в романе, завершающийся описанием свадебных торжеств. Затем идет описание любовного согласия героев, заканчивающееся отъездом Ивейна на рыцарский поиск.
Вторая часть романа — это полтора года, бездумно проведенных героем в рыцарских забавах. Затем наступает кульминационный момент — безумие Ивейна. Он снова ищет «авантюр». Но теперь они становятся общественно полезными. Герой защищает слабых, мстит обидчикам, освобождает невинных пленников.
В конце романа Лодина вновь становится мужу женой, подругой и дамой, а Ивейн попадает в число самых прославленных рыцарей Круглого Стола именно благодаря появившейся у него душевной широте и благородству.